# Lexy & K-Paul – The DVD
Lexy & K-Paul – The DVD – płyta DVD niemieckiego duetu Lexy & K-Paul wydana w 2005 roku przez wytwórnię Low Spirit. Na wydawnictwo składają się cztery części: teledyski, fragmenty występów na żywo, wywiad oraz część poświęcona pracom nad nagraniem czterech teledysków. Pliki wideo uzupełnione są komentarzami twórców.

## Lista utworów

### Teledyski
1. Dancing (Video)
2. Der Fernsehturm (Video)
3. Electric Kingdom (Video)
4. Freak (Video)
5. Girls Get It First (Video)
6. Happy Zombies (Video)
7. Let's Play (Video)
8. Love Me Babe (Video)
9. The Greatest DJ (Video)
10. Vicious Love (Video)
11. You're The One (Video)

### Live
1. Berlinova (Live)
2. Katowitz (Live)
3. Loveweek 2004 (Live)
4. Mayday 2004 (Live)
5. Mayday Poland 2002 (Live)
6. Prag (Live)

### Wywiad
1. Interview Part 1
2. Interview Part 2

### Making of
1. Making of Dancing
2. Making of Girls Get It First
3. Making of the Greatest DJ
4. Making of Vicious Love